# Ketewan Losaberidze
Ketewan Losaberidze, Keto Losaberidze (gruz. ქეთევან ლოსაბერიძე, ur. 1 sierpnia 1949 w Tkibuli, zm. 23 stycznia 2022 w Tbilisi) – gruzińska łuczniczka reprezentująca ZSRR, mistrzyni olimpijska, dwukrotna mistrzyni świata, czterokrotna mistrzyni Europy, matematyczka. Startowała w konkurencji łuków klasycznych.
Największym jej osiągnięciem był złoty medal zdobyty podczas XXII Letnich Igrzysk Olimpijskich w Moskwie w 1980 w konkurencji indywidualnej. Osiem lat wcześniej podczas XX Letnich Igrzysk Olimpijskich w Monachium zajęła 4. miejsce.
Ukończyła studia na wydziale fizyki matematyki Instytutu Pedagogicznego w Kutaisi. Od połowy lat 80. wykładała matematykę na Tbiliskim Uniwersytecie Państwowym.